# Catas Altas
Catas Altas is een gemeente in de Braziliaanse deelstaat Minas Gerais. De gemeente telt 4.795 inwoners (schatting 2009).